# Turosteride
La turosteride è un farmaco di sintesi che agisce negli uomini inibendo l'enzima della 5-alfa reduttasi e che è sottoposto a sperimentazione umana per il trattamento dell'ipertrofia prostatica benigna, ma che non è ancora stato messo in commercio.

## Meccanismo d'azione
Come la finasteride, la turosteride agisce prevalentemente sull'isoforma II del 5-alfa reduttasi, con una selettività 15 volte superiore a quella con cui lega l'isoforma I.

## Studi clinici
Negli studi condotti su animali ha mostrato la capacità di ridurre le dimensioni della ghiandola prostatica e di ritardare la crescita tumorale. È risultata efficace, inoltre, nel trattamento dell'acne e dell'alopecia androgenetica.

## Effetti collaterali
A differenza della finasteride, la turosteride non comporta un aumento dei valori del testosterone circolante, dannoso sia per la prostata, sia per i follicoli piliferi del cuoio capelluto. Inoltre, potrebbe non presentare i rari effetti collaterali della finasteride sulla sfera sessuale; il testosterone in eccesso, infatti, può essere convertito in estrogeni attraverso l'aromatasi causando calo della libido, ginecomastia e accumuli adiposi in sedi tipicamente femminili.
La turosteride essendo un inibitore della 5 alfa reduttasi agisce diminuendo anche la produzione di diidrotestosterone (DHT) necessario per la funzione sessuale e dell'allopregnanolone un neurosteroide la cui diminuzione causa vari effetti collaterali tra cui: ansietà, depressione, disordini dell'umore, sindrome da stress post traumatico, disfunzioni sessuali.
Anche la turosteride potrebbe causare la sindrome post-finasteride esattamente può accadere per gli altri due inibitori della 5 alfa reduttasi: finasteride e dutasteride.
I motivi per cui viene causata tale sindrome sono sconosciuti.